# 2391 Tomita
2391 Tomita eller 1957 AA är en asteroid i huvudbältet, som upptäcktes 9 januari 1957 av den tyske astronomen Karl Wilhelm Reinmuth i Heidelberg. Den har fått sitt namn efter den japanske astronomen Kōichirō Tomita.
Asteroiden har en diameter på ungefär 17 kilometer.